# Milieuwetgeving in Nederland

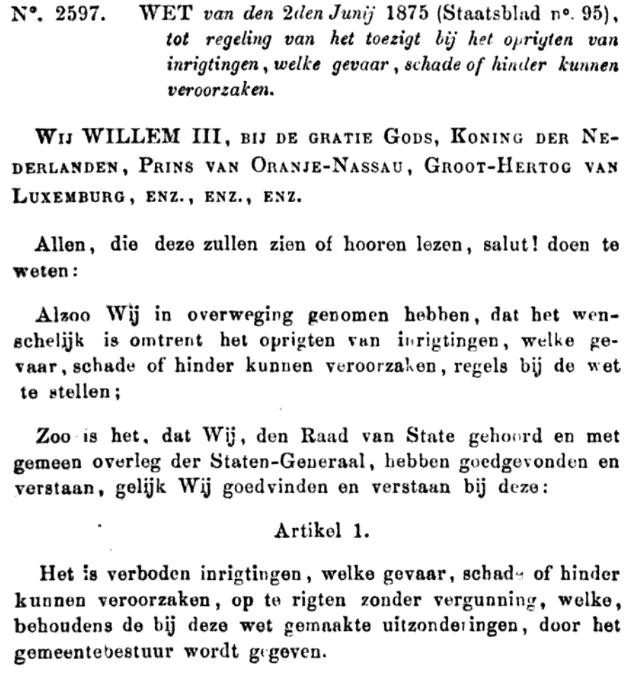
De Hinderwet uit 1875

De milieuwetgeving in Nederland bestaat sinds het begin van de 19e eeuw. De eerste twee milieuwetten waren geschreven in het Frans: de Mijnwet van 21 april 1810 en het Keizerlijk Decreet van 15 oktober 1810. Daarna was de Hinderwet van 1875 (verregaand gewijzigd in 1956) decennialang de belangrijkste milieuwet in Nederland. Sindsdien hebben diverse ontwikkelingen plaatsgevonden, zoals decentralisatie, centralisatie en sectorale clustering.
Diverse wetten zijn specifiek gemaakt om primair het milieu te beschermen. Enkele zijn hulpwetten waarin bepalingen zijn opgenomen die tevens het milieu dienen. Niet alleen het milieu wordt beschermd: een goed voorbeeld is de Woningwet, waarin de mens wordt beschermd tegen het bouwen op verontreinigde bodem. Onder de meeste wetgevingen zijn besluiten opgenomen. Diverse beleidsontwikkelingen (met name in de Wet bodembescherming, Wbb) zijn uitgewerkt in circulaires en Algemene Maatregelen van Bestuur (AMvB). Hierin is veelal de aanpak beschreven en ze hebben een normerende werking (ook gold dit met name voor de Wbb).
Sinds het midden van de 20e eeuw stemmen Europese landen hun milieuwetgeving steeds meer op elkaar af vanuit het besef dat milieukwesties niet ophouden bij de landsgrenzen. Richtlijnen zoals de Vogelrichtlijn en Habitatrichtlijn en de Kaderrichtlijn Water worden gevormd op Europees niveau en dan op Nederlands niveau omgezet in wetgeving.
Sinds 1 januari 2024 is het belangrijkste deel van de Nederlandse wetgeving en bijbehorende besluiten en regelingen vervat in de Omgevingswet.
| In werking                        | Status               | Naam                                                                             | Afk.        | Voorganger(s) | Opvolger                           | Opmerkingen |
| --------------------------------- | -------------------- | -------------------------------------------------------------------------------- | ----------- | --- | ---------------------------------- | --- |
| 1810-05-21                        | Vervallen 2003-01-01 | Mijnwet van 1810 (Loi minière)                                                   |             | - (Algemeen Mijnbouwreglement 1694) - (Mijnwet van 1791) | Mijnbouwwet 2002                   | Bepaalde dat grondeigenaar gehoord en gecompenseerd moest worden en dat na mijnbouw in staatsbossen natuurherstel moest worden uitgevoerd. Laatste Franstalige wet in Nederlands recht, soms beschouwd als oudste Nederlandse milieuwet. |
| 1811-04-19                        | Vervallen 1824       | Keizerlijk Decreet van 15 oktober 1810                                           |             | – | KB van 1824                        | Het "Keizerlijk Decreet van 15 oktober 1810 betreffende fabrieken en werkplaatsen die een ongezonde of hinderlijke geur verspreiden" werd per decreet van 19 april 1811 ook ingevoerd in huidig Nederland. Soms beschouwd als oudste Nederlandse milieuwet en zelfs de basis van het huidige milieuhygiënerecht in Nederland, België en Frankrijk.                                                                                                  |
| 1824-01-31                        | Vervallen 1875       | Besluit rakende de vergunningen ter oprigting van sommige fabrijken en trafijken | KB van 1824 | Keizerlijk Decreet van 15 oktober 1810 | Hinderwet 1875                     | Verving het Keizerlijk Decreet van 15 oktober 1810 vanwege snelle ontwikkeling industrie. Naast luchtvervuiling konden nu alle vormen ernstig gevaar, schade of hinder reden zijn om bedrijven vergunningen te weigeren, terwijl bestaande bedrijven – op straffe van sluiting – voortaan werden verplicht tot maatregelen nemen. |
| 1875                              | Vervallen 1993-03-01 | Hinderwet (1875–1896: Fabriekwet)                                                |             | KB van 1824 | Wet milieubeheer 1993              | Volledige naam: "Wet, tot regeling van het toezigt bij het oprigten van inrigtingen, welke gevaar, schade of hinder kunnen veroorzaken"; tot 1896 kortweg "Fabriekwet". Grootschalige wijzigingen in 1896, 1901 en 1952. |
| 1928-01-01                        | Geldig               | Natuurschoonwet 1928                                                             |             | – | –                                  | Laatst gewijzigd 2021-01-01. |
| 1958-06-23                        | Vervallen 2005-09-28 | Deltawet (1958)                                                                  |             | – | Wet op de waterkering              | Wettelijke basis voor de Deltawerken. |
| 1963-03-27                        | Geldig               | Kernenergiewet                                                                   |             | – | –                                  | Laatst gewijzigd 2024-01-01. |
| 1964-06-01                        | Geldig               | Visserijwet 1963                                                                 |             | - Jacht- en visserijwet 1752 - Jacht- en visserijwet 1857 - Visserijwet 1908 - Visserijwet 1931 | –                                  | In 1908 werden de Jachtwet en Visserijwet aparte wetsartikelen. Laatst gewijzigd 2023-01-01. |
| 1969                              | Vervallen 2009-12-22 | Wet verontreiniging oppervlaktewateren                                           | Wvo         | – | Waterwet                           | |
| 1970                              | Vervallen 2024-01-01 | Wet inzake de luchtverontreiniging                                               | Wlv         | – | Omgevingswet                       | |
| 1979                              | Geldig               | Vogelrichtlijn                                                                   |             | (Conventie van Bern 1979) | –                                  | Europese richtlijn voor de bescherming van gebieden van 187 zeldzame of bedreigde vogelsoorten. Nauw verwant aan de Habitatrichtlijn. Zie voorts Vogelrichtlijngebied (Nederland) en Natura 2000 in Nederland. |
| 1980-02-01                        | Vervallen 2024-01-01 | Wet geluidhinder                                                                 | Wgh         | Besluit geluidhinder spoorwegen 1987–2007 | Omgevingswet                       | |
| 1980-09-01                        | Geldig               | Wet milieubeheer (1980–1993: Wet algemene bepalingen milieuhygiëne, Wabm)        | Wm          | - Hinderwet 1875 - Wet milieugevaarlijke stoffen (Wms) 1985–2008 |                                    | Uniformering van de procedures van verschillende milieuwetten. Voorkomen van hinder en bescherming van het milieu; regelt verlening van milieuvergunningen. Belangrijke wijzigingen in 1993: naamswijziging van "Wet algemene bepalingen milieuhygiëne (Wabm)" naar "Wet milieubeheer", integratie Hinderwet. REACH-verordening vastgelegd in hoofdstuk 9 per 1 juni 2007. Laatst gewijzigd op 01-01-2024; toekomstige wijziging(en) op 01-01-2025. |
| 1987-01-01                        | Geldig               | Meststoffenwet                                                                   |             | Interimwet beperking varkens- en pluimveehouderijen | –                                  | Laatst gewijzigd 2024-01-01. |
| 1987-01-01                        | Vervallen 2024-01-01 | Wet bodembescherming                                                             | Wbb         | Interimwet bodemsanering 1983–1986 | Omgevingswet                       | Gewijzigd in 1994 en andere jaren. |
| 1988-04-27                        | Geldig               | Wet openbare manifestaties                                                       | Wom         | Wet op de kerkgenootschappen 1853 Wet vereniging en vergadering 1855 | -                                  | Artikel 10 gaat over het recht om in het openbaar klokgelui vanaf kerktorens en azans vanaf minaretten te laten horen als onderdeel van religieuze diensten in gebedshuizen, maar hiervoor is een milieuvergunning/omgevingsvergunning nodig ter voorkoming van geluidshinder. |
| 1992                              | Geldig               | Habitatrichtlijn                                                                 |             | (Conventie van Bern 1979) | –                                  | Europese richtlijn voor de bescherming van habitats (leefgebieden van wilde dieren). Nauw verwant aan de Vogelrichtlijn. Zie voorts Habitatrichtlijngebied (Nederland) en Natura 2000 in Nederland. |
| 1992                              | Geldig               | Wet luchtvaart                                                                   |             | - Luchtvaartwet 1926 - Luchtvaartwet 1958 | –                                  | De Luchtvaartwet van 1958 wordt stapsgewijs vervangen door de Wet Luchtvaart van 18 juni 1992. Ook van toepassing op militaire luchtvaart tenzij anders bepaald door Defensie. |
| 1993                              | Geldig               | Vuurwerkbesluit                                                                  | VWB         | |                                    | Aangepast 2002, 2004, 2012, 2014. Laatst gewijzigd 2024-01-01. |
| 1993-01-13                        | Vervallen 2021-04-21 | Gezondheids- en welzijnswet voor dieren                                          | GWWD        | | Wet dieren                         | |
| 1995-01-01                        | Geldig               | Wet belastingen op milieugrondslag 1994                                          | WBM         | |                                    | - 1996–2003: Regulerende energiebelasting (REB) - 2004–2006: Ministeriële regeling milieukwaliteit elektriciteitsproductie (MEP) - 2008–heden: Stimuleringsregeling duurzame energieproductie (SDE) - Laatst gewijzigd 2024-01-01; verschillende toekomstige wijzigingen gepland. |
| 1996                              | Vervallen 2008-07-01 | Bouwstoffenbesluit bodem- en oppervlaktewaterenbescherming                       | Bsb         | | Besluit bodemkwaliteit             | Gefaseerd vervangen door het Besluit bodemkwaliteit. |
| 1996-08-01                        | Geldig               | Wet vervoer gevaarlijke stoffen                                                  | WVGS        | Wet Gevaarlijke Stoffen 1963 | –                                  | Laatst gewijzigd 2024-01-01. |
| 1999-07-02 2002-04-01 (gefaseerd) | Vervallen 2017-01-01 | Flora- en faunawet                                                               | Ffw         | - Vogelwet 1936 - Jachtwet - Nuttige dierenwet 1914 - Wet bedreigde uitheemse diersoorten - In- en uitvoerwet - Natuurbeschermingswet (deels) | Wet natuurbescherming              | Samenvoeging van zes eerdere wetten. |
| 2000-12-22                        | Geldig               | Kaderrichtlijn Water                                                             | KRW         | (enkele eerdere richtlijnen) | –                                  | Europese richtlijn ter integratie en vervanging van enkele eerdere richtlijnen. |
| 2001-04-01                        | Geldig               | Wet bescherming Antarctica                                                       | WBA         | (Verdrag inzake Antarctica 1961) | –                                  | Reguleert activiteiten in Antarctica door personen/groepen uit Nederland. Laatst gewijzigd 2024-01-01. |
| 2001-10-30                        | Geldig               | Verdrag van Aarhus                                                               |             | – | –                                  | Voluit "Verdrag betreffende toegang tot informatie, inspraak bij besluitvorming en toegang tot de rechter inzake milieuaangelegenheden". Geeft burgers toegang tot informatie over milieuzaken, inspraak in milieubeleid en toegang tot de rechter in milieuconflicten. Verdrag van UNECE, getekend door vooral Europese landen en de EU. |
| 2003-01-01                        | Geldig               | Mijnbouwwet 2002                                                                 |             | - Mijnwet van 1810 - Mijnwet van 1903 - Wet opsporing delfstoffen - Mijnwet continentaal plat | –                                  | Samenvoeging van vier eerdere wetten. Laatst gewijzigd 2024-01-01. |
| 2007                              | Geldig               | Wet gewasbeschermingsmiddelen en biociden                                        |             | Bestrijdingsmiddelenwet (BMW) 1962–2007 | –                                  | Laatst gewijzigd 2024-01-01. |
| 2009-12-22                        | Geldig               | Waterwet                                                                         | Wtw         | - Wet op de waterhuishouding (Wwh) - Wet verontreiniging oppervlaktewateren - Wet verontreiniging zeewater (Wvz) - Grondwaterwet (Gww) - Wet droogmakerijen en indijkingen - Wet op de waterkering - Wet beheer rijkswaterstaatswerken ('natte' delen) - Waterstaatswet 1900 ('natte' delen) | –                                  | Samenvoeging van acht eerdere wetten. |
| 2013-01-01                        | Geldig               | Wet dieren                                                                       |             | Gezondheids- en welzijnswet voor dieren | –                                  | Kaderwet voor gezondheid en welzijn van gehouden dieren (productiedieren in veehouderij en gezelschapsdieren zoals huisdieren) |
| 2014-01-01                        | Geldig               | Warmtewet                                                                        |             | | Wet collectieve warmtevoorziening? | |
| 2015-01-01                        | Geldig               | Besluit beheer verpakkingen 2014                                                 |             | |                                    | Besluit maatregelen metalen drankverpakkingen 2021 wijzigde het Besluit beheer verpakkingen 2014 door statiegeld op plastic flesjes en blikjes in te voeren. |
| 2017-01-01                        | Vervallen 2024-01-01 | Wet natuurbescherming                                                            |             | - Natuurbeschermingswet 1998 - Natuurbeschermingswet 1967 - Boswet 1961 - Flora- en faunawet 1998 | Omgevingswet                       | Samenvoeging van drie eerdere wetten. |
| 2019-12-20 2025-01-01 (gefaseerd) | Geldig               | Wet verbod op kolen bij elektriciteitsproductie                                  |             | - (Energieakkoord voor duurzame groei 2013) - (Urgenda-vonnis 2015) - (Regeerakkoord 2017) | –                                  | Gefaseerd ingevoerd. |
| 2021-01-01                        | Geldig               | Wet vliegbelasting (vliegtaks)                                                   |             | Vliegbelasting 2008–2009 | –                                  | Milieuheffing op passagierstickets. |
| 2021-07-01                        | Geldig               | Stikstofwet                                                                      |             | – | –                                  | Formeel "Wijzigingswet Wet natuurbescherming en Omgevingswet (stikstofreductie en natuurverbetering)". Ontwikkeld vanwege de stikstofcrisis in Nederland (sinds 2019). |
| 2024-01-01                        | Geldig               | Omgevingswet                                                                     |             | 20 Wetten: - Belemmeringenwet Landsverdediging - Belemmeringenwet Privaatrecht - Crisis- en herstelwet (Chw) - Interimwet Stad en Milieubenadering - Ontgrondingenwet - Planwet verkeer en vervoer - Spoedwet wegverbreding - Tracéwet - Wet agrarisch grondverkeer - Wet algemene bepalingen omgevingsrecht (Wabo, 2010) - Wet ammoniak en veehouderij - Wet bodembescherming - Wet geluidhinder (Wgh, 1979) - Wet geurhinder en veehouderij - Wet hygiëne en veiligheid badinrichtingen en zwemgelegenheden - Wet inrichting landelijk gebied - Wet inzake de luchtverontreiniging (Wlv, 1970) - Wet natuurbescherming - Wet ruimtelijke ordening - Wet voorkeursrecht gemeenten 53 Besluiten 79 Regelingen | –                                  | Samenvoeging van 20 wetten, 53 besluiten en 79 regelingen in één wettekst en vier bijbehorende besluiten. |
| 2024-01-01                        | Geldig               | Besluit bouwwerken leefomgeving                                                  | Bbl         | Bouwbesluit 1992, 2003, 2012 | –                                  | Vervanging Bouwbesluit 2012 door Bbl viel samen met inwerkingtreding Omgevingswet 2024-01-01. |